# Olympische Sommerspiele 1968/Teilnehmer (Ceylon)
| Gelbes Symbol für Goldmedaillen mit stilisierten Olympischen Ringen | Graues Symbol für Silbermedaillen mit stilisierten Olympischen Ringen | Braundes Symbol für Bronzemedaillen mit stilisierten Olympischen Ringen |
| ------------------------------------------------------------------- | --------------------------------------------------------------------- | ----------------------------------------------------------------------- |
| —                                                                   | —                                                                     | —                                                                       |

Ceylon, das heutige Sri Lanka, nahm an den Olympischen Sommerspielen 1968 in Mexiko-Stadt mit einer Delegation von drei männlichen Athleten an drei Wettkämpfen in drei Sportarten teil. Es konnte keine Medaille gewonnen werden.

## Teilnehmer nach Sportarten

### Boxen
- Hatha Karunaratne
Halbfliegengewicht: Viertelfinale

### Leichtathletik
- Wimalasena Perera
Marathon: 51. Platz

### Segeln
- Ray Wijewardene
Finn-Dinghy: 29. Platz